# Pont-Péan
Pont-Péan es una comuna francesa situada en el departamento de Ille y Vilaine, en la región de Bretaña.

## Historia
Hacia 1627, bajo el reinado de Luis XIII, la baronesa de Beau-Soleil y su marido reconocieron "cerca de Pont-Péan, a dos leguas de Rennes, una buena mina de plomo que contenía mucha plata, vitriolo, azufre, zinc, mercurio y arsénico".
La explotación comenzó en 1730, cuando se concedió la concesión minera a un rico armador de Saint-Malo. La Revolución puso fin a ese gran período industrial.
Luego de varias renovaciones temporales, la minería subterránea se reanudó en 1856, abriendo un largo período de prosperidad. En 1897, cuatro quintos de la producción de plomo de Francia provenía de Pont-Péan. Pero el declive comenzó poco después. Las máquinas quedaron obsoletas y cien mil obreros quedaron sin trabajo.
La esperanza de un nuevo auge de la actividad minera renació en 1929 con la construcción de una gran ciudad obrera, signo ostentoso de una inminente reactivación de la minería. Sin embargo, poco después el emprendimiento fue a la quiebra, que reveló un enorme fraude.
Entre los vestigios de la mina que aún no han sido borrados, el más visible es el imponente edificio de oficinas. Construido a principios de la década de 1890, catalogado como monumento histórico en 1985, se ha convertido poco a poco en uno de los edificios emblemáticos del pasado minero bretón.

## Demografía
| 1271 | 1355 | 1287 | 1565 | 2011 | 3213 | 4335 |
| Para los censos de 1962 a 1999 la población legal corresponde a la población sin duplicidades (Fuente: INSEE [Consultar]) |      |      |      |      |      |      |